# Comuna Ion Roată, Ialomița
Ion Roată (în trecut, Principesa Maria) este o comună în județul Ialomița, Muntenia, România, formată din satele Broșteni și Ion Roată (reședința).

## Așezare
Comuna se află pe malul stâng al râului Ialomița, la circa 10 km aval de Urziceni. Este străbătută de șoseaua națională DN2A care leagă Urziceniul de Slobozia.
Prin comună trece și calea ferată Urziceni-Slobozia, pe care este deservită de stația Broșteni.

## Demografie
Componența etnică a comunei Ion Roată
     Români (82,91%)
     Romi (11,68%)
     Alte etnii (0,06%)
     Necunoscută (5,35%)
Componența confesională a comunei Ion Roată
     Ortodocși (93,93%)
     Alte religii (0,52%)
     Necunoscută (5,55%)
Conform recensământului efectuat în 2021, populația comunei Ion Roată se ridică la 3.476 de locuitori, în scădere față de recensământul anterior din 2011, când fuseseră înregistrați 3.752 de locuitori. Majoritatea locuitorilor sunt români (82,91%), cu o minoritate de romi (11,68%), iar pentru 5,35% nu se cunoaște apartenența etnică. Din punct de vedere confesional, majoritatea locuitorilor sunt ortodocși (93,93%), iar pentru 5,55% nu se cunoaște apartenența confesională.

## Politică și administrație
Comuna Ion Roată este administrată de un primar și un consiliu local compus din 13 consilieri. Primarul, Marinică Cazacu[*],  politician independent, este în funcție din octombrie 2020. Începând cu alegerile locale din 2024, consiliul local are următoarea componență pe partide politice:
|  | Partid                          | Consilieri | Componența Consiliului | Componența Consiliului | Componența Consiliului | Componența Consiliului | Componența Consiliului |
|  | ------------------------------- | ---------- | ---------------------- | ---------------------- | ---------------------- | ---------------------- | ---------------------- |
|  | Partidul Ialomițenilor          | 5          |                        |                        |                        |                        |                        |
|  | Partidul Social Democrat        | 2          |                        |                        |                        |                        |                        |
|  | Partidul Național Liberal       | 2          |                        |                        |                        |                        |                        |
|  | Alianța pentru Unirea Românilor | 2          |                        |                        |                        |                        |                        |
|  | Alianța Dreapta Unită           | 2          |                        |                        |                        |                        |                        |

## Istorie
La sfârșitul secolului al XIX-lea, comuna nu exista încă. Pe teritoriul ei actual era organizată comuna Malu. Aceasta făcea parte din plasa Câmpul a județului Ialomița și era formată din satele Malu, Cioara și Broștenii Vechi, cu o populație totală de 1092 de locuitori. În comună funcționau trei biserici și trei școli primare mixte, câte una din fiecare în fiecare sat. În 1925, Anuarul Socec consemnează comuna Malu în plasa Urziceni a aceluiași județ, cu satele Broștenii Vechi, Butoiu, Cioara, Malu, Principesa Maria și cătunul Fundu-Crasău, având 3156 de locuitori. Aceeași sursă arată că între timp apăruse și comuna Broșteni, prin separarea satului Broșteni (fost Broștenii Noi) de fosta comună Bela; comuna Broșteni avea 1426 de locuitori. În 1931, comuna Malu s-a separat în două comune: Malu, cu satele Malu și Butoiu; și Principesa-Maria cu satele Broștenii Vechi, Cioara și Principesa Maria.
După instaurarea regimului comunist, comuna Principesa Maria a luat numele de Ion Roată, iar comuna Broșteni s-a desființat, satul Broșteni trecând la comuna Ion Roată. În 1950, comuna Ion Roată a intrat în compunerea raionului Urziceni din regiunea Ialomița, apoi (după 1952) din regiunea Ploiești și (după 1956) din regiunea București. În 1964, satul Cioara a luat numele de Colinele. Când s-a revenit la organizarea administrativă pe județe, comuna a fost arondată județului Ilfov; tot atunci, satele Colinele și Broștenii Vechi au fost desființate și incluse în satul Ion Roată. În urma unei reorganizări administrative regionale efectuate în 1981, comuna a revenit la județul Ialomița.

## Monumente istorice
În comuna Ion Roată se află curtea familiei Zappa, monument istoric de arhitectură de interes național, ce cuprinde curtea familiei, un fragment din zidul de incintă și cavoul familiei (ultimul clasificat ca monument funerar sau memorial); ansamblul datează din 1857. Un alt monument de arhitectură de interes național din același sat este biserica „Sfântul Nicolae”, care datează din 1854.
În rest, în comună mai există trei alte obiective incluse în lista monumentelor istorice din județul Ialomița ca monumente de interes local. Două sunt siturile arheologice de la Ion Roată (unul cuprinzând o așezare neolitică și alta din perioada Latène, și un al doilea, aflat „la Muche”, cuprinzând o așezare din perioada Latène și una medievală timpurie din secolele al IX-lea–al XI-lea). Un al treilea obiectiv este clasificat ca monument de arhitectură, și este constituit de școala veche din satul Broșteni.